# Fabriciana cyrene
Fabriciana cyrene är en fjärilsart som beskrevs av Franco Andrea Bonelli 1826. Fabriciana cyrene ingår i släktet Fabriciana och familjen praktfjärilar. Inga underarter finns listade i Catalogue of Life.